# Preparazione parenterale
In farmacologia una preparazione parenterale (da para, contrapposizione, ed enteron, intestino) è una preparazione sterile che può essere introdotta nell'organismo tramite una via di somministrazione diversa da quella gastrointestinale (detta enterale), in modo da poter pervenire in varie cavità, organi o tessuti; le tecniche di somministrazione sono l'iniezione, l'infusione o l'impianto.
La biodisponibilità del farmaco somministrato per via parenterale è quasi completa, con rapida comparsa dell'azione ed effetto prevedibile con alto margine di sicurezza. All'occorrenza è possibile ottenere, ad esempio con iniezione intramuscolare, un assorbimento del farmaco graduale e più lento.
Viene utilizzata per somministrare farmaci che non sarebbero ben assorbiti per via gastrointestinale, o che potrebbero essere inattivati o distrutti: tra questi, l'insulina, varie cefalosporine, l'eparina e i prodotti peptidici.

## Definizione e caratteristiche
La Farmacopea italiana definisce le preparazioni parenterali come preparazioni sterili destinate alla somministrazione per iniezione, infusione od impianto nel corpo umano o animale.
Esse si distinguono in: 
- preparazioni iniettabili
- infusioni
- concentrati per preparazioni iniettabili o infusioni
- polveri per preparazioni iniettabili o infusioni
- impianti.

Le Preparazioni iniettabili sono costituite da soluzioni, emulsioni o sospensioni sterili. Le soluzioni iniettabili sono preparate sciogliendo, emulsionando o sospendendo i medicamenti e gli altri eventuali additivi o in Acqua per preparazioni iniettabili o in altro liquido non acquoso idoneo o in una miscela di questi due liquidi.
Le soluzioni iniettabili esaminate in condizioni di luce adatta, sono limpide e praticamente esenti da particelle.
Le emulsioni iniettabili non presentano segni di separazione delle fasi ed hanno un aspetto uniforme dopo agitazione.
Le sospensioni iniettabili possono presentare un sedimento, che è facilmente disperso per agitazione e la sospensione resta sufficientemente stabile per permettere un prelievo omogeneo.

## Controindicazioni
Le soluzioni parenterali solitamente hanno un maggior costo alla produzione rispetto alle omologhe da assumere per via orale.
Risulta inoltre difficile neutralizzare una eventuale reazione negativa dell'organismo, specie nel caso di somministrazione endovenosa.
Per alcuni pazienti vi è una sensazione di fastidio, in qualche caso anche psicologico, derivante dalla introduzione di un ago nei tessuti.
Affinché sia sicuro, il procedimento deve prevedere l'uso durante la preparazione e la somministrazione di tecniche sterili, che evitino la presenza di contaminanti e di pirogeni.

## Tipologie di somministrazione
Le preparazioni parenterali possono essere iniettate con diverse modalità.

### Intramuscolare
La più diffusa, prevede l'iniezione nella massa muscolare del grande gluteo, in quanto essendo moderatamente sensibile al dolore può ricevere quantità anche ingenti di farmaco senza provocare un notevole tormento al paziente. 
È adatta a quasi tutti i farmaci.
L'iniezione intramuscolare deve essere praticata molto lentamente, premunendosi di aspirare prima dell'iniezione affinché ci si accerti di non essere penetrati in un capillare sanguigno ( in tal caso si ritirerà leggermente l'ago, aspirando nuovamente ). La fase dell'aspirazione necessita di una considerevole attenzione in quanto può accadere che il liquido iniettato, specie se oleoso, se viene introdotto direttamente nel circuito sanguigno, comporti degli inconvenienti molto critici, come l'insorgenza di embolia.

### Endovenosa
È utilizzata quando si desidera una pronta risposta terapeutica o quando il farmaco risulta irritante per altri tessuti. Questo inconveniente viene evitato sia per la minore sensibilità al dolore della parete venosa sia perché il liquido iniettato è rapidamente diluito nel flusso sanguigno.
Il volume di liquido che si inietta per endovena non supera i 20 ml ed è formato da soluzioni acquose o idroalcoliche e da particolari emulsioni O/A.
Se il volume di liquido da iniettare è superiore ai 50 ml (soluzioni parenterali di grande volume) sono richiesti speciali requisiti e si seguono particolari tecniche di somministrazione. La somministrazione endovenosa di grandi quantità di liquido, effettuata a goccia a goccia, ha il nome di fleboclisi.

### Sottocutanea
La via sottocutanea, o ipodermica, prevede l'introduzione del farmaco nel tessuto adiposo sottostante il derma di quantità di liquido sino a 2 ml.  È più sensibile a variazioni osmotiche o di pH, l'assorbimento è più lento e l'azione compare più tardi che non per via intramuscolare o endovenosa.
La somministrazione sottocutanea è scelta di preferenza per l'insulina e per alcuni vaccini.

### Intraarteriosa
La via intrarteriosa introduce il farmaco direttamente in una arteria. Serve a somministrare mezzi di contrasto usati per visualizzare le arterie (arteriografia) od altri organi, oppure per localizzare l'azione degli antineoplastici iniettandoli nell'arteria afferente alla sede del tumore.

### Intratecale
La via intratecale (detta anche via intrarachidea) permette di iniettare il farmaco nello spazio compreso fra l'aracnoide e la pia madre spinale che contiene il liquido cefalorachidiano (iniezioni subaracnoidee) oppure nello spazio cellulare adiposo tra la dura madre e la parte ossea (iniezione epidurale).
Le iniezioni subaracnoidee sono utilizzate quando la barriera ematoencefalica non permette al farmaco di raggiungere, per altra via, un'adeguata concentrazione nel liquido cefalorachidiano, o per la somministrazione di anestetici locali (anestesia spinale).
Anche le iniezioni epidurali sono utilizzate per la somministrazione di anestetici (anestesia epidurale): la comparsa e la scomparsa dell'effetto anestetico sono più graduali e si evita la perforazione della dura madre con tutti gli inconvenienti ad essa connessi, quali la cefalea postoperatoria. Le iniezioni epidurali trovano impiego anche nel controllo del dolore da parto.

### Intracardiaca
La via intracardiaca trova impiego in casi di emergenza e consiste nell'iniettare il medicinale direttamente nel cuore. Uno dei pochi esempi è l'iniezione di adrenalina nel caso di arresto cardiaco.

### Intrarticolare
La via intrarticolare è utilizzata specialmente per somministrare un antinfiammatorio, prevede l'iniezione direttamente nella articolazione. È la tecnica usata in caso di artrite.

### Intradermica
La via intradermica è utilizzata quasi esclusivamente a scopo diagnostico per i saggi allergometrici, usa del liquido contenente l'allergene che viene iniettato all'interno del derma, per scatenare eventuali reazioni.